# Burg Pidhirzi
Die Burg Pidhirzi (ukrainisch Підгорецький замок/Pidhorez'kyj samok; Polnisch: Zamek w Podhorcach) war eine polnisch-litauische Burg und später ausgebautes befestigtes Schloss (auch Palazzo in fortezza genannt) und liegt im Dorf Pidhirzi, heute im Rajon Solotschiw im Westen der Ukraine.

## Lage
Die Burg wurde am nördlichen Ende eines einfachen Plateaus am Rande des Podolischen Hochlandes gebaut. Das Plateau auf knapp 340 m Höhe liegt über der Ebene des Styru-Tales. Ort und Burg liegen wenige Kilometer südöstlich der Stadt und Burg Olesko.

## Geschichte

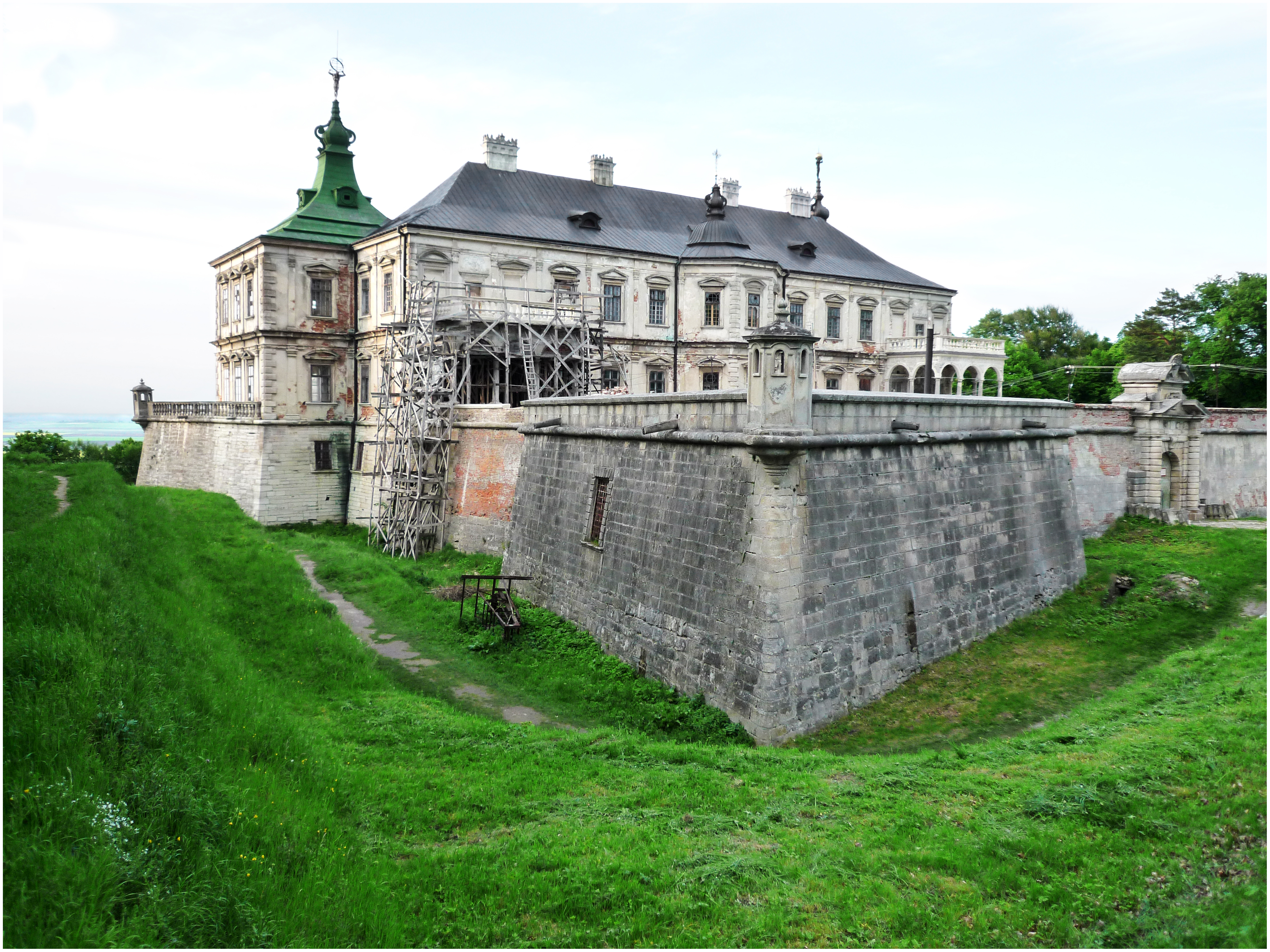
Die Festungsanlagen des Schlosses

Guillaume le Vasseur de Beauplan entwarf die Befestigungen, Andrea dell’Aqua war der Architekt des zweigeschossigen Schlosses, dass von 1633 bis 1645 erbaut wurde.
Besitzer der Burg und Auftraggeber war der Großhetman und militärische Führer der Polnisch-Litauischen Union, Stanisław Koniecpolski. Die Burg wurde 1648 und 1651 von Kosaken angegriffen, die die Burg jedoch nicht erobern konnten. Stanisławs Sohn ließ die Burg erneuern und erweitern. Stanisławs gleichnamiger Enkel war ohne Erben und vermachte die Burg mit Besitzungen 1682 an  Jakub Sobieski.
Ab 1728 im Besitz der Adelsfamilie Rzewuski ließ Wacław Rzewuski das Schloss erweitern und eine Kirche anfügen. Nachdem das Gebiet zu Österreich kam, verblieb der Besitz in der Adelsfamilie Rzewuski. Mit dem Aussterben der Rzewuskis (Leon Rzewuski) kam die Burg 1865 an Władysław Hieronim Sanguszko und schon zwei Jahre später an seinen Sohn Eustachy Stanisław Sanguszko, der von September 1895 bis März 1898 Gouverneur des Königreichs Galizien und Lodomerien war.
Im Ersten Weltkrieg mehrfach geplündert lag es Ende 1915 im Bereich des Verlaufes der Ostfront, wurde aber nicht zerstört. Weitere Schäden kamen in den polnisch-sowjetischen Auseinandersetzungen zwischen 1918 und 1920 dazu. Teile der Schlosssammlungen wurden unter Roman Władysław Stanisław Andrzej Sanguszko (1901–1984) über Rumänien nach Brasilien evakuiert. Von 1921 bis 1939 Teil der Woiwodschaft Tarnopol, wurde das Schloss zu sowjetischer Zeit als Teil der Provinz Tarnopol als Tuberkulose-Sanatorium benutzt. 1956 wurde das Schloss bei einem Brand stark in Mitleidenschaft gezogen. 1973/74 war es Filmkulisse für den polnischen Historienfilm Potop. Seit 1991 in der Ukraine liegend, kamen 1997 Teile der Bildergalerie von Lwiw auf das Schloss. 2008 wurde es vom WMF auf die Liste der 100 meist gefährdeten Kulturdenkmäler (List of Most Endangered Monuments) gesetzt.
Das Schloss wird in Reiseführern als bedeutendstes Renaissanceschloss Osteuropas bezeichnet. Die Überreste des Schlossparks haben noch heute über 300-jährige Linden im Bestand.